# Led Zeppelin IV
Led Zeppelin IV ist das vierte Studioalbum der britischen Rockband Led Zeppelin aus dem Jahr 1971. Das Album wird oft einfach als Led Zeppelin IV bezeichnet, hat offiziell jedoch keinen Namen. Wegen der vier Symbole auf der Innenseite des Plattencovers wird es gelegentlich auch Four Symbols, Untitled oder, aufgrund der Gestaltung des ersten Symbols, Zoso genannt. Led Zeppelin IV avancierte nicht nur zum Nummer-eins-Album, sondern zählt mit seinen 37 Millionen verkauften Einheiten zu den weltweit meistverkauften Musikalben.

## Entstehung und Veröffentlichung
Nach der Veröffentlichung von Led Zeppelin III im Jahr 1970 soll sich Gitarrist Jimmy Page entschieden haben, dem Album keinen Namen zu geben, um zu erfahren, ob sich die Schallplatte dennoch gut verkaufe. Es wurde von Dezember 1970 bis März 1971 in der Grafschaft Hampshire, London und Los Angeles aufgenommen und produziert. Die Veröffentlichung folgte am 8. November 1971 bei Atlantic Records.
Auf Led Zeppelin IV befindet sich der Klassiker Stairway to Heaven, der oft als einer der besten Rocksongs überhaupt bewertet wurde. Das Stück erreichte hohe Bekanntheit, obwohl Led Zeppelin es nie als Single veröffentlicht hatten.
Einflussreich war When the Levee Breaks, das sich am Text von Memphis Minnies Version von 1929 orientierte. Es wurde 2004 von A Perfect Circle für deren Album eMOTIVe gecovert; Teile der Schlagzeugspur wurden unter anderem von den Beastie Boys gesampelt. 2012 wurde der Titel im Film Argo verwendet.
Den Song Black Dog bezeichnete Prince als einen von 55 Songs, die ihn musikalisch inspiriert haben.

## Artwork
Die Gestaltung des Plattencovers ist ungewöhnlich, weil auf ihm weder der Name der Band noch ein Albumtitel vermerkt sind. Gezeigt wird lediglich das kolorierte Foto eines bärtigen alten Mannes, der ein großes Bündel Haselnussruten trägt und das an einer Wand mit abblätternder Tapete aufgehängt ist. Nach Aussagen von Led Zeppelin wollten sie damit beweisen, dass sich ihre Alben auch ohne Nennung des Bandnamens verkaufen würden. Bekannt war lediglich, dass Robert Plant das Bild in einem Antiquitätengeschäft gekauft hatte. Im Jahr 2023 fand Brian Edwards von der University of the West of England heraus, dass es sich bei dem abgebildeten Mann um einen Strohdachdecker aus Viktorianischer Zeit handelt, aufgenommen 1892. Bei dem Mann handelt es sich nach den Recherchen von Edwards um den verwitweten Dachdecker Lot Long (oder Longyear) aus der Ortschaft Mere in der Grafschaft Wiltshire, der von 1823 bis 1893 lebte.
Anstelle eines Titels für das Album entschied Jimmy Page, dass jedes Bandmitglied ein persönliches Emblem für das Cover wählen soll. Ursprünglich dachte man an ein einzelnes Symbol für die Band. Aber schließlich wählte jedes Bandmitglied sein eigenes Emblem. Während Led Zeppelins Tour durch das Vereinigte Königreich im Winter 1971, kurz nach der Veröffentlichung des Albums, waren die Symbole auf der Bühnentechnik der Gruppe zu sehen: Pages Symbol auf einem seiner Verstärker, Bonhams auf dem Resonanzfell seiner Bassdrum, Jones’ auf einer Abdeckung seines Rhodes-Pianos und Plants auf der Seite eines PA-Schranks. Nur die Symbole von Page und Bonham wurden für nachfolgende Tourneen beibehalten.

## Titelliste
1. Black Dog (Page/Plant/Jones) – 4:54
2. Rock and Roll (Page/Plant/Jones/Bonham) – 3:40
3. The Battle of Evermore (Page/Plant) – 5:51
4. Stairway to Heaven (Page/Plant) – 8:00
5. Misty Mountain Hop (Page/Plant/Jones) – 4:38
6. Four Sticks (Page/Plant) – 4:44
7. Going to California (Page/Plant) – 3:31
8. When the Levee Breaks (Page/Plant/Jones/Bonham/Memphis Minnie) – 7:07

## Mitwirkende
- Jimmy Page – akustische und elektrische Gitarre, Produzent, Digitale Bearbeitung
- Robert Plant – Gesang, Mundharmonika
- John Paul Jones – Bassgitarre, Keyboards, Mandoline, Blockflöte
- John Bonham – Schlagzeug
- Ian Stewart – Zusätzliches Piano (2. Lied)
- Sandy Denny – Zusätzlicher Gesang (3. Lied)
- Peter Grant – Ausführender Produzent
- George Chkiantz – Tonmischung
- Andy Johns – Tontechnik, Tonmischung
- George Marino – Digitale Bearbeitung
- Graphreaks – Visuelle Gestaltung
- Barrington Colby Mom – Illustration Der Einsiedler im Booklet

## Kommerzieller Erfolg

### Chartplatzierungen
| ChartsChartplatzierungen       | Höchstplatzierung | Wochen |
| ------------------------------ | ----------------- | ------ |
| Deutschland (GfK)              | 5 (38 Wo.)        | 38     |
| Österreich (Ö3)                | 12 (1 Wo.)        | 1      |
| Schweiz (IFPI)                 | 18 (3 Wo.)        | 3      |
| Vereinigte Staaten (Billboard) | 2 (282 Wo.)       | 282    |
| Vereinigtes Königreich (OCC)   | 1 (90 Wo.)        | 90     |

| ChartsJahrescharts (1972) | Platzierung |
| ------------------------- | ----------- |
| Deutschland (GfK)         | 27          |

### Auszeichnungen für Musikverkäufe
Led Zeppelin IV bekam weltweit vier Goldene, 40 Platin sowie 4 Diamante Schallplatten für über 30,9 Millionen verkaufte Einheiten verliehen. Quellen zufolge soll sich das Album über 37 Millionen Mal verkauft haben, womit es zu den weltweit meistverkauften Musikalben zählt. Es verkaufte sich alleine in den Vereinigten Staaten laut Schallplattenauszeichnungen über 24 Millionen Mal, womit es das drittmeistverkaufte Album in der US-amerikanischen Geschichte ist.
| Land/Region                  | Auszeichnungen für Musikverkäufe (Land/Region, Auszeichnung, Verkäufe) | Verkäufe   |
| ---------------------------- | ---------------------------------------------------------------------- | ---------- |
| Argentinien (CAPIF)          | Platin (Led Zeppelin IV) · + Platin (Zoso)                             | 120.000    |
| Australien (ARIA)            | 9× Platin                                                              | 630.000    |
| Brasilien (PMB)              | Platin                                                                 | 250.000    |
| Dänemark (IFPI)              | Gold                                                                   | 10.000     |
| Deutschland (BVMI)           | 3× Gold                                                                | 750.000    |
| Frankreich (SNEP)            | 2× Platin                                                              | 600.000    |
| Italien (FIMI)               | 2× Platin                                                              | 100.000    |
| Japan (RIAJ)                 | Platin                                                                 | 200.000    |
| Kanada (MC)                  | 2× Diamant                                                             | 2.000.000  |
| Neuseeland (RMNZ)            | 7× Platin                                                              | 140.000    |
| Norwegen (IFPI)              | 2× Platin                                                              | 40.000     |
| Portugal (AFP)               | Gold                                                                   | 3.500      |
| Schweiz (IFPI)               | 2× Platin                                                              | 100.000    |
| Spanien (Promusicae)         | Platin                                                                 | 100.000    |
| Südafrika (RISA)             | Gold                                                                   | 150.000    |
| Vereinigte Staaten (RIAA)    | 24× Platin                                                             | 24.000.000 |
| Vereinigtes Königreich (BPI) | 6× Platin                                                              | 1.800.000  |
| Insgesamt                    | 4× Gold · 40× Platin · 4× Diamant ·                                    | 30.993.500 |

Hauptartikel: Led Zeppelin/Auszeichnungen für Musikverkäufe